# Riecke Werner
Riecke Werner (Haldensleben, NDK, 1953. június 8. – 2021. július 20.) német-magyar közgazdász.

## Tanulmányai
Édesanyja irodai alkalmazott, édesapja mérnök végzettségű, a Német Demokratikus Köztársaság (NDK) néphadseregének műszaki tisztje, nyugdíjazása után kulturális minisztériumi alkalmazott volt. Öccse egy türingiai napilap fotóriportere, szerkesztője.
Az általános és a középiskolát Erfurtban végezte. A matematika és a természettudományok iránt érdeklődött elsősorban. Külföldi ösztöndíjasként került Magyarországra 1972-ben. 1978-ban diplomázott, miután elvégezte a Marx Károly Közgazdaság-tudományi Egyetem népgazdaság tervezése szak gazdaságmatematikai szakágazatát. Tagja volt a Rajk Szakkollégiumnak.

## Pályája
Az egyetem elvégzése után először az akkori Számítástechnikai Alkalmazás Kutató Intézetben (SZÁMKI), a Szakolczai György-vezette Ökonometriai Főosztályán helyezkedett el, tudományos segédmunkatársként.
Akkor még nagy divatja volt az ágazati kapcsolatok mérlegén alapuló makrogazdasági modellezésnek. Onnan, egy rövid árhivatali kitérő után, 1982-ben a Hagelmayer István-vezette Pénzügykutató Intézetbe vezetett útja. Itt került figyelmének központjába az árfolyam- és fizetési mérleg elmélet, a fizetési mérleg monetáris megközelítése, a kis, nyitott gazdaságok működése.
1987-től 1989-ig Kupa Mihály adóreform titkárságán dolgozik az szja, az áfa és a társasági adó bevezetésén, majd rövid ideig, egészen pontosan az első szabad választásokig, a Németh-kormány Medgyessy Péter által felügyelt gazdaságpolitikai titkárságon kormányfőtanácsos.
1990-től a Magyar Nemzeti Bankban (MNB) dolgozott, előbb elnöki tanácsadó, majd a monetáris elemzések osztályának vezetője, a pénzpolitikai főosztály vezetője, 1995-től ügyvezető igazgató, 1998-tól 2004-ig az MNB monetáris politikáért, statisztikáért és nemzetközi kapcsolatokért felelős alelnöke.
Ugyanezen időszakban a Jegybanktanács, később Monetáris Tanács tagja.
Az MNB-ben töltött 15 év során közreműködött a korszerű monetáris politikai eszköztár kidolgozásában, az árfolyamrendszer átalakításában, az inflációs célkövető monetáris politika bevezetésében, az államadósság kezelés MNB-től való leválasztásában, az Államadósság Kezelő Központ (ÁKK) létrehozásában. Több alkalommal képviselte az MNB-t az Nemzetközi Valutaalappal (IMF) való tárgyalásokban. Több tucat előadást tartott a BIS, az IMF, az OECD és a Világbank által szervezett konferenciákon. 2004-től 2006-ig egy pénzügyi kockázatkezeléssel foglalkozó magánvállalkozás ügyvezetője.
2006-tól 2011-ig a Nemzetközi Valutaalap megbízásából három közép-ázsiai országban (Azerbajdzsán, Kirgizisztán és Tádzsikisztán) foglalkozott az államadósság kezelés és az állampapírpiac fejlesztésével.
2012-től az ENSZ Kereskedelmi és Fejlesztési Konferenciája (UNCTAD) DMFAS nevű, fejlődő országok számára kidolgozott államadósság-kezelő szoftver adaptálásával foglalkozott, ismét Ázsiában.
Megállíthatatlanul dolgozott utolsó napjaiban is a hazai gazdaságpolitika fejlesztésén, szívügye a volt a fiatal közgazdászok képzése, tevékenysége mély nyomot hagyott mind a hazai mind a fejlődő országok monetáris politikájában és államadósság kezelésben.

## Magánélete
Feleségével 1999 óta laktak egy Római-parti családi házban, az 1982-ben született lányuk és az 1986-ban született fiuk már elköltöztek a családi fészekből. Négyévente rendszeresen hazalátogattak.
2002-től, a megfelelő jogosítványok megszerzését követően, a tengeri és balatoni vitorlázás vált a fő szabadidős foglalkozásává.

## Díjai, elismerései
2005-ben az MNB első elnöke után elnevezett Popovics-érem.

## Testületi tagságok
- Magyar Közgazdasági Társaság, 2003-tól 2006-ig a társaság pénzügyi szakosztályának vezetője
- Rajk Szakkollégium, VOSZK (volt szakkollégisták köre).

## Művei
- Ábel István-Riecke Werner: Árfolyam, nyereségérdekeltség és külkereskedelmi hatékonyság. Közgazdasági Szemle, 1980/2. pp. 142-155.
- Riecke Werner–Szalkai István–Száz János: Tanulmányok az árfolyamelmélet és árfolyampolitika témaköréből; Pénzügykutató Intézet, Budapest, 1981 (Pénzügykutatási Intézet)
- Riecke Werner–Szalkai István–Száz János: Árfolyamelméletek és pénzügypolitika; Közgazdasági és Jogi, Budapest, 1985
- Tóth Ferenc–Bock Gyula–Riecke Werner: Fejezetek a nemzetközi közgazdaságtanból; Marx Károly Közgazdaságtudományi Egyetem Politikai Gazdaságtan Tanszék, Budapest, 1989
- Antal László et al.: Gazdaságpolitika, gazdasági folyamatok (1987-1989). Tőzsdeelméleti tanulmányok 7., Magyar Tőzsdealapítvány, Budapest 1990, ISBN 963 03 31713
- Bank-kislexikon. Magyar-német-angol; ford. Sulyok-Pap Márta, angol címszavakkal kieg. Riecke Werner, Sulyok-Pap Márta; Közgazdasági és Jogi, Budapest, 1991